# Lehsten (Möllenhagen)

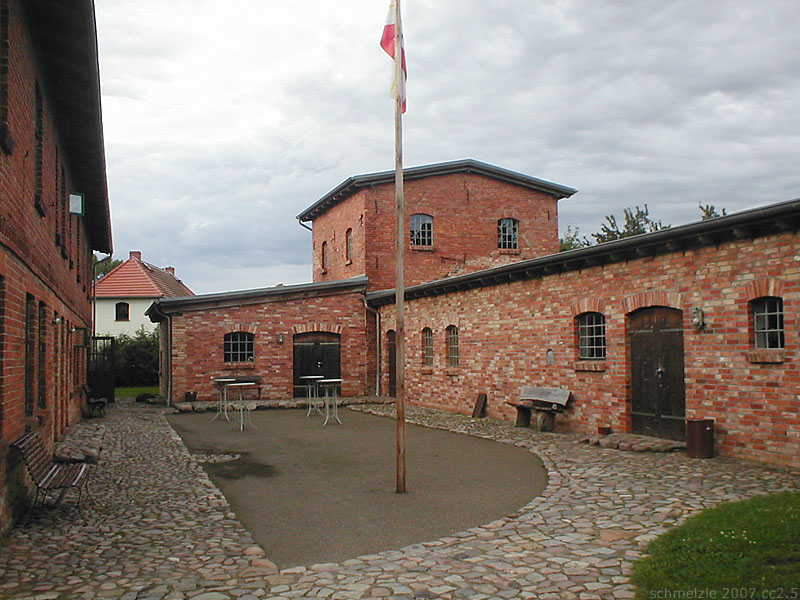
Die restaurierte Büdnerei in Lehsten ist Ort zahlreicher Kulturveranstaltungen

Lehsten ist ein Ortsteil von Möllenhagen und gehört zum Amt Penzliner Land (Mecklenburg-Vorpommern). Die ehemals eigenständige Gemeinde wurde 1326 erstmals urkundlich erwähnt. Sie liegt etwa 17 km östlich von Waren (Müritz).

## Geschichte
Lehsten wurde am 13. Juli 1326 anlässlich der Bewidmung der St. Nicolai-Kirche als Leistenn erstmals urkundlich erwähnt. Die Kirche oder Kapelle wurde im Dreißigjährigen Krieg zerstört. Übrig blieb nur eine Glocke, die noch Anfang des 20. Jahrhunderts am Schulhaus hing, heute jedoch verschollen ist. Der Ort wurde als Rundling um einen Teich angelegt, eine Form, die heute noch gut erkennbar ist. Den Dreißigjährigen Krieg überlebten nur drei Einwohner. Gegen 1755 wurde der Ort aufgeteilt. Als Teil des Herzogtums Mecklenburg-Schwerin wurde der größere Teil im Domanialamt Stavenhagen direkt vom Herrscherhaus verwaltet und bestand aus drei Ortsteilen:
- Lehsten, Büdnerdorf (auch Lehsten, Dorf) Koord., hier lebten zeitweise ca. 400 Personen, darunter über 30 Büdner
- Lehsten, Pachthof (auch Lehsten, Hof, Domäne) Koord.
- Lehsten, Bauerberg (später Bauernberg) Koord.

Ein weiterer Teil wurde vom niederen Adel verwaltet und gehörte zum Ritterschaftlichen Amt Neustadt:
- Lehsten (später auch Adlig-Lehsten, Hopfenberg, Hoppenbarg) Koord.

Kirchlich waren alle Teile von Lehsten nach Groß Varchow eingepfarrt.
Mit der Gebietsreform von 1992 war Lehsten Gemeinde im Amt Möllenhagen. Am 7. März 1994 wurde der Ort in die Gemeinde Möllenhagen eingemeindet.

## Kultur und Sehenswürdigkeiten
Die Büdnerei in Lehsten ist ein restauriertes ehemaliges Anwesen einer Kleinbauernfamilie. Sie ist überregional durch ihre zahlreichen Kulturveranstaltungen bekannt.

## Persönlichkeiten
- Friedrich Griese (1890–1975), Schriftsteller, in Lehsten geboren
- Albert Benary (1881–1963), Offizier und Militärschriftsteller, in Lehsten geboren
- Ernst Boldt (1889–1962), niederdeutscher Schriftsteller, hier als Lehrer tätig
- Walter Burmeister (1894–1980), nationalsozialistischer Kriegsverbrecher und Mecklenburger Heimatforscher, hier als Lehrer tätig
- Thomas Diener (* 1963), Politiker (CDU), hat einen landwirtschaftlichen Betrieb in Lehsten